# Friedrich Carl August Lange

Porträt Friedrich Carl August Lange, Aufnahme ca. 1904

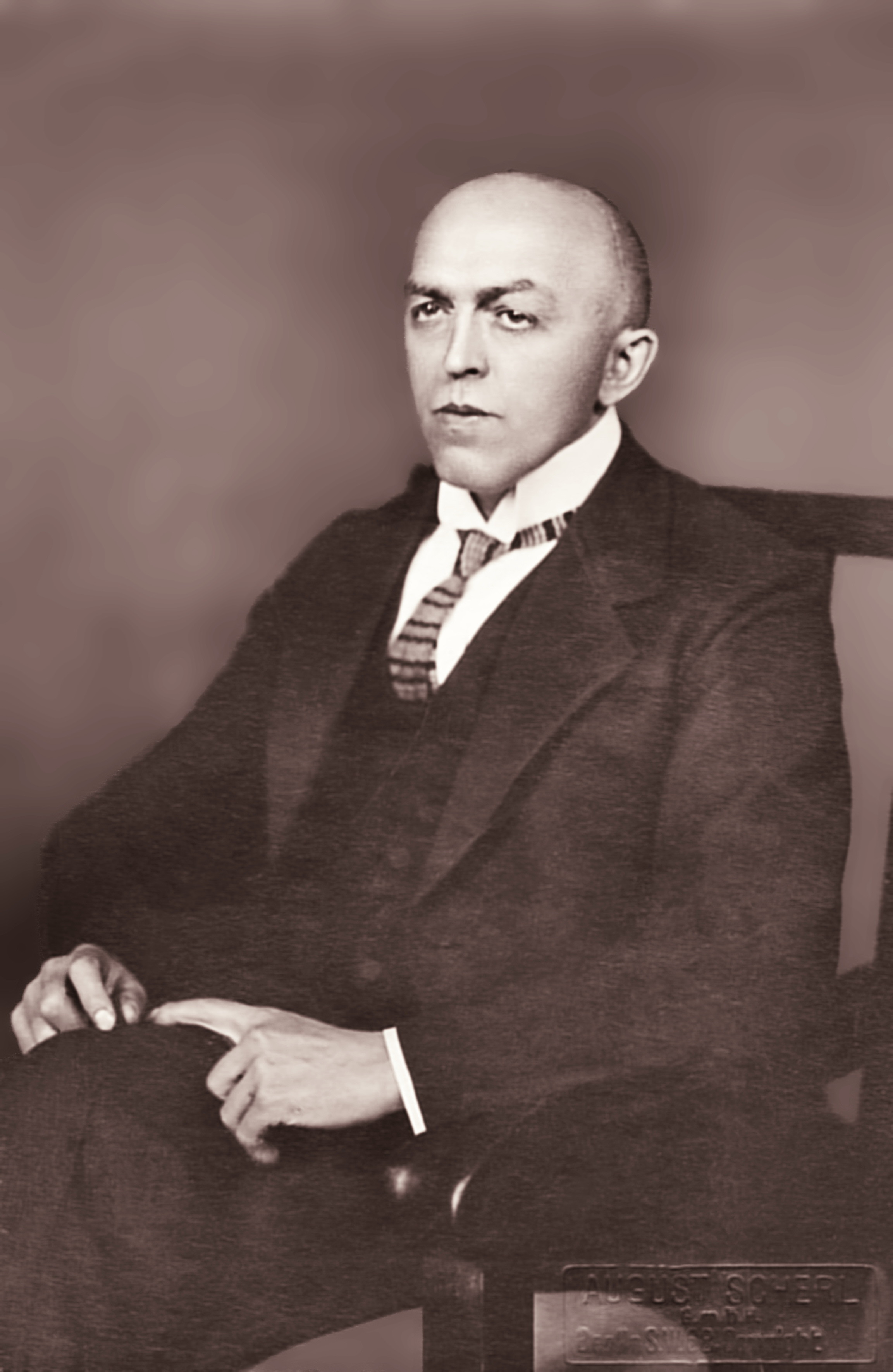
Friedrich C. A. Lange, 1. Bürgermeister von Berlin 1933

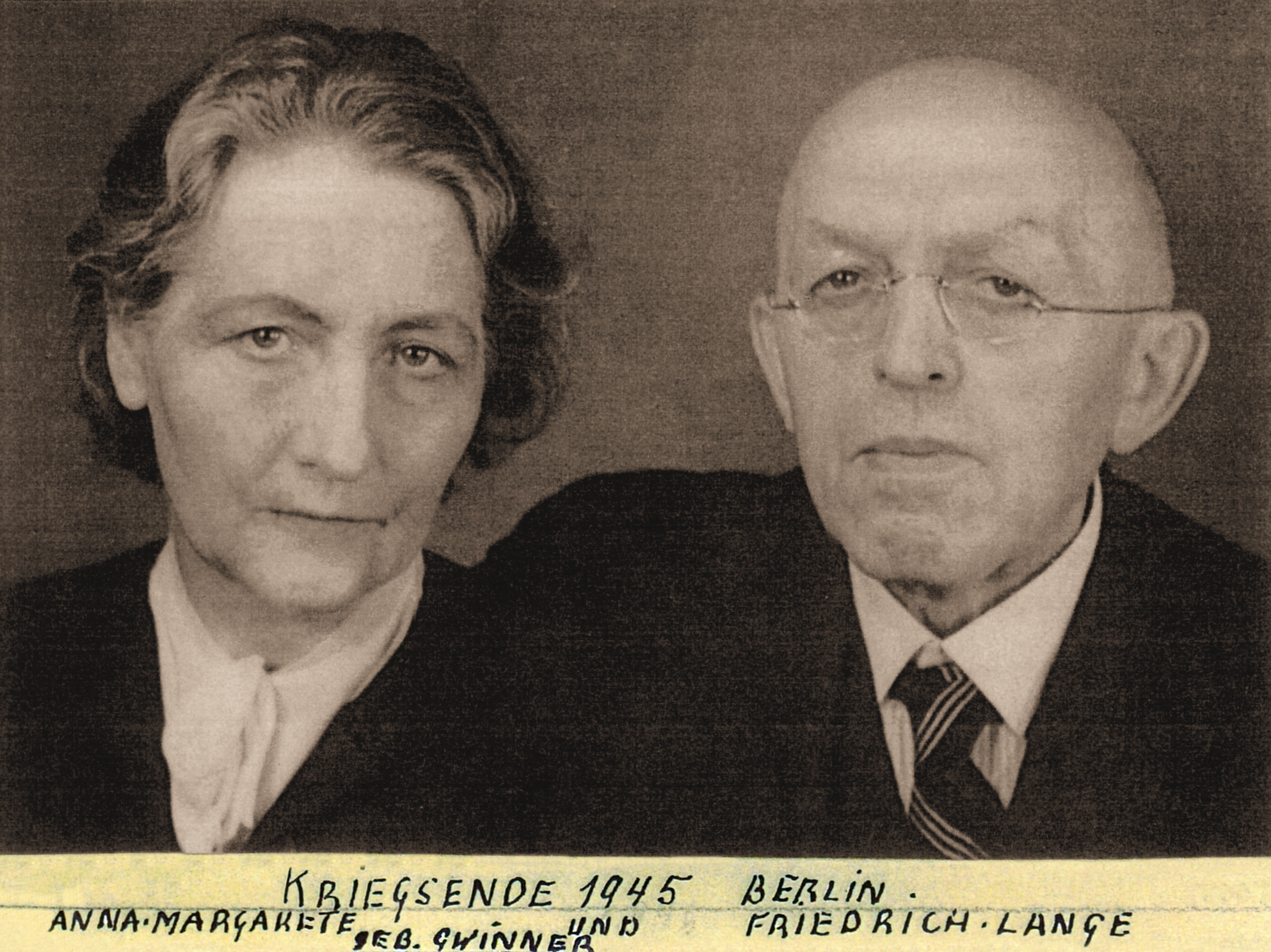
Friedrich C. A. Lange mit seiner 2. Ehefrau Anna Margarete geb. Gwinner

Friedrich Carl August Lange (* 11. Februar 1879 in Stettin, Pommern, Preußen; † 14. Oktober 1956 in Berlin-Wilmersdorf) war ein deutscher Politiker der SPD und Bürgermeister von Berlin.

## Leben
Geboren in Stettin, absolvierte Lange sein erstes juristisches Staatsexamen 1901 in Straßburg, Elsass-Lothringen. Nach seinem zweiten Staatsexamen 1906 war er als Justiziar bei der Reichseisenbahn Elsass-Lothringen in Strassburg tätig.
Lange heiratete am 1. März 1907 Elisabeth Charlotte Noetzelmann in Anklam, Pommern, mit der er eine Tochter hatte. Er heiratete später im Mai 1931 Anna Margarete Gwinner.

## Politische Karriere
Lange trat im Jahr 1918 der SPD bei und wurde 1919 Stadtrat von Neukölln. Im Jahr 1920 ernannte man ihn zum Stadtsyndikus von Berlin. Er übernahm 1929 die Finanzverwaltung Berlins und wurde am 14. April 1931 zum Ersten Bürgermeister und Stadtsyndikus von Berlin ernannt.
In seiner Rolle als Bürgermeister war Lange mit den Herausforderungen der Weimarer Republik und der ansteigenden Macht der Nationalsozialisten konfrontiert. Seine Amtszeit war geprägt von politischen und sozialen Umbrüchen.
Am 25. August 1933 wurde Lange von den Nationalsozialisten aufgrund seiner SPD-Mitgliedschaft zwangspensioniert. Auch seine Ämter im Verein für die Geschichte Berlins, dem er seit 1925 angehörte, verlor er in diesem Zusammenhang. Nach dem Zweiten Weltkrieg diente er ab Juni 1945 Senatsdirektor der Stadt Berlin und leitete die Abteilung für Rechtswesen.

## Literarische Tätigkeit
Im Jahr 1951 veröffentlichte Lange das Groß-Berliner Tagebuch: 1920 – 1933, in dem er seine Erinnerungen und Beobachtungen über die politischen und sozialen Geschehnisse in Berlin während der Weimarer Republik dokumentierte. Dieses Werk bietet Einblicke in eine turbulente und entscheidende Phase der deutschen Geschichte.

## Tod
Lange verstarb am 14. Oktober 1956 in Berlin-Wilmersdorf.